# Holly Hill (Carolina do Sul)
Holly Hill é uma cidade  localizada no estado norte-americano de Carolina do Sul, no Condado de Orangeburg.

## Demografia
Segundo o censo norte-americano de 2000, a sua população era de 1281 habitantes.
Em 2006, foi estimada uma população de 1355, um aumento de 74 (5.8%).

## Geografia
De acordo com o United States Census Bureau tem uma área de
3,5 km², dos quais 3,5 km² cobertos por terra e 0,0 km² cobertos por água. Holly Hill localiza-se a aproximadamente 31 m acima do nível do mar.

## Localidades na vizinhança
O diagrama seguinte representa as localidades num raio de 24 km ao redor de Holly Hill.